# Kickxia saccata
Kickxia saccata är en grobladsväxtart som beskrevs av David A. Sutton. Kickxia saccata ingår i släktet spjutsporrar, och familjen grobladsväxter. Inga underarter finns listade i Catalogue of Life.